# MR Девы
MR Девы (лат. MR Virginis), HD 122798 — двойная затменная переменная звезда типа Беты Лиры (EB) в созвездии Девы на расстоянии приблизительно 864 световых лет (около 265 парсек) от Солнца. Звёздная величина диапазона Hp звезды — от +8,69m до +8,57m. Орбитальный период — около 1,5186 суток.
Открыта проектом Hipparcos*.

## Характеристики
Первый компонент — жёлто-белая звезда спектрального класса F5V, или F5, или F9V. Масса — около 2,064 солнечной, радиус — около 4,914 солнечного, светимость — около 28,827 солнечной. Эффективная температура — около 5901 K.
Второй компонент — жёлтый карлик спектрального класса G5V.

## Планетная система
В 2019 году учёными, анализирующими данные проектов Hipparcos и Gaia, у звезды обнаружена планета HIP 68718 b.